# Arrondissement de Montfort-sur-Meu
L'arrondissement de Montfort-sur-Meu est un ancien arrondissement français du département d'Ille-et-Vilaine. Il fut créé le 17 février 1800 et supprimé le 10 septembre 1926. Les cantons revinrent à l'arrondissement de Rennes.

## Composition
Il comprenait les cantons de Bécherel, Montauban-de-Bretagne, Montfort-sur-Meu, Plélan-le-Grand et Saint-Méen-le-Grand.

## Sous-préfets
| Période         | Période           | Identité                       | Fonction précédente                                                                | Observation                                                                     |
| --------------- | ----------------- | ------------------------------ | ---------------------------------------------------------------------------------- | ------------------------------------------------------------------------------- |
|                 |                   |                                |                                                                                    |                                                                                 |
| 12 juillet 1850 | 9 mai 1852        | Étienne Garnier                | Chef de cabinet du sous-secrétaire d'État à l'intérieur                            | Nommé sous-préfet de Carpentras                                                 |
|                 |                   |                                |                                                                                    |                                                                                 |
| 4 avril 1872    | 24 mai 1876       | Jacques Peyran                 |                                                                                    | Nommé sous-préfet de Mortain                                                    |
| 24 mai 1876     | 5 décembre 1876   | Henri Gignoux de Bernède       | Sous-préfet de Mortain                                                             | Nommé sous-préfet de Civray                                                     |
|                 |                   |                                |                                                                                    |                                                                                 |
| 26 mars 1880    | 28 février 1882   | Marie-Joseph Danelle-Bernardin | Sous-préfet de Saint-Sever                                                         | Nommé sous-préfet de Coulommiers                                                |
| 28 février 1882 | 23 avril 1886     | Charles Dindeau                | Sous-préfet de Cosne                                                               | Nommé sous-préfet de Largentière                                                |
| 23 avril 1886   | 8 juin 1889       | Paul Cathala                   | Conseiller de préfecture de la Loire-Inférieure                                    | Nommé sous-préfet de Morlaix                                                    |
| 8 juin 1889     | 6 janvier 1897    | Charles Aubert                 | Secrétaire du directeur de l'infanterie au ministère de la guerre                  | Nommé sous-préfet d'Oloron                                                      |
| 6 janvier 1897  | 21 février 1903   | Martial Béchade                | Sous-préfet de Mortagne                                                            | Nommé sous-préfet de Saint-Flour                                                |
| 21 février 1903 | 31 mars 1905      | Pierre Georget                 | Sous-préfet de Jonzac                                                              | Nommé conseiller de préfecture de la Gironde                                    |
| 31 mars 1905    | 4 avril 1908      | Pierre Bertrand                |                                                                                    | Nommé sous-préfet de Saint-Malo                                                 |
| 4 avril 1908    | 21 juillet 1909   | Louis Piettre                  | Secrétaire général de la préfecture du Cantal                                      | Nommé secrétaire général de la préfecture des Ardennes                          |
| 21 juillet 1909 | 31 août 1909      | Joseph Chabbert                | Sous-préfet de Gourdon                                                             | Nommé sous-préfet de Montmorillon                                               |
| 31 août 1909    | 2 août 1914       | Maurice Labarthe               | Secrétaire particulier et chef du secrétariat particulier du ministre des colonies | Mobilisé pour la guerre                                                         |
| 8 novembre 1914 | 2 janvier 1915    | Ernest Lemonon                 |                                                                                    | Remplacé                                                                        |
| 2 janvier 1915  | 1er mai 1919      | Guillaume Chantal              |                                                                                    | Remplacé                                                                        |
| 1er mai 1919    | 10 avril 1920     | Maurice Labarthe               | Mobilisé pour la guerre. Retrouve son poste                                        | Nomme ecrétaire général de la préfecture de l'Eure.                             |
| 10 avril 1920   | 20 février 1921   | René Botton                    | Conseiller de préfecture de la Charente-Inférieure                                 | Nommé sous-préfet de Lombez                                                     |
| 20 février 1921 | 1926              | Henri Dubourdonné              | Sous-préfet d'Uzès                                                                 | Mort en fonction                                                                |
| 26 février 1926 | 22 septembre 1926 | Pierre Capifali                | Conseiller de préfecture du Jura                                                   | Rattaché à la préfecture d'Ille-et-Vilaine à la fermeture de la sous-préfecture |